# Igor Jenzen

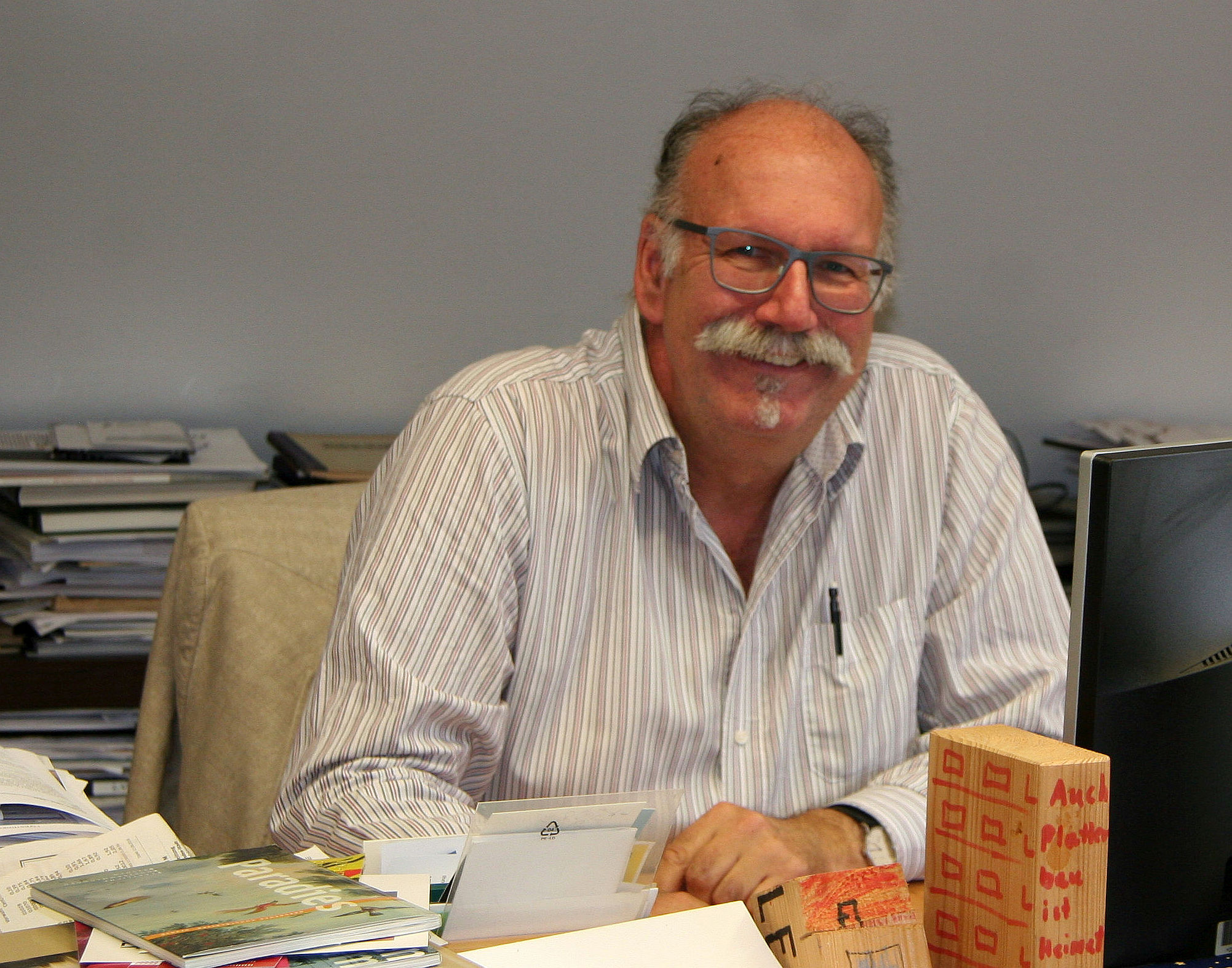
Igor A. Jenzen, 2018

Igor Alexander Jenzen (* 16. Februar 1956 in Frankfurt am Main) ist ein deutscher Kunsthistoriker und war von 2004 bis 2021 Direktor des Museums für Sächsische Volkskunst in Dresden.

## Leben
Igor Jenzen wuchs in Eppstein im Taunus auf. Er studierte von 1976 bis 1987 in Frankfurt am Main und Marburg Kunstgeschichte, Germanistik und Europäische Ethnologie. Daneben absolvierte er eine Ausbildung zum Holz- und Metallrestaurator am Historischen Museum Frankfurt Main. Dort konzipierte er zusammen mit dem Restaurator Reinhard Glasemann die Ausstellung „Uhrzeiten – Die Geschichte der Uhr und ihres Gebrauches“ 1998/99. Eine These dieser Ausstellung vertiefend, promovierte er 1991 in Marburg bei Alexander Perrig mit der Dissertation „Uhrzeiten – die Rolle der Monumentaluhren bei der Einführung der Uhrzeit“.
Nach Anstellungen bei der hessischen Landesausstellung „Hessen und Thüringen“ 1992 und dem Jonas Verlag Marburg, war er ab 1993 wissenschaftlicher Mitarbeiter im Kunstgewerbemuseum der Staatlichen Kunstsammlungen Dresden (SKD) und von 2000 bis 2002 dessen kommissarischer Direktor.
Von 2004 bis zu seinem Ruhestand Ende 2021 leitete er als Direktor das Museum für Sächsische Volkskunst mit Puppentheatersammlung. In die Zeit seines Direktorats fallen die technische Renovierung des Jägerhofs und die Neukonzeption der Ständigen Ausstellung (Gestaltung Heidemarie Hagen). Für die nur provisorisch in der Dresdner Garnisonkirche untergebrachte Puppentheatersammlung konnten neue Flächen im Kraftwerk Mitte gewonnen werden (Vertrag 2017, Einzug 2024). Für die SKD entwickelte Jenzen ab 2000 das Konzept der Objekt-Datenbank robotron Daphne und organisierte ihre Einführung in allen Abteilungen der SKD.
Jenzen war von 2003 bis 2020 im Vorstand des Sächsischen Museumsbunds e. V. und ist seit 2011 Jury-Mitglied des Museumspreises Sachsen. Von 2005 bis 2015 war er Vorstandsmitglied im Landesverein Sächsischer Heimatschutz.
Igor Jenzen ist verheiratet mit Cordula Bischoff, hat einen Sohn und lebt in Dresden.
Mit seiner Ausstellung Glück auf und ab im Erzgebirg´. Der Bergmannsaufzug zur Fürstenhochzeit 1719 und seine Folgen für die Volkskunst löste Jenzen im Jahr 2019 eine Kontroverse über die Rolle der höfischen Festkultur für die erzgebirgische Volkskunst aus.

## Ausstellungen (Auswahl)
- 1987 – 1989 Uhrzeiten – Die Geschichte der Uhr und ihres Gebrauches, Historisches Museum Frankfurt am Main
- 2008 Baustelle Heimat zum 100. Jubiläum des Landesvereins Sächsischer Heimatschutz e. V. (Gestaltung Holger John)
- 2012 Sächsische Volkstrachten, HipHop und Nadelstreifen (Gestaltung Holger John)
- 2015 100 Jahre Wendt und Kühn. Dresdner Moderne aus dem Erzgebirge
- 2019 Glück auf und ab im Erzgebirg´. Der Bergmannsaufzug zur Fürstenhochzeit 1719 und seine Folgen für die Volkskunst
- 2021 Der Schlüssel zum Leben. 500 Jahre mechanische Figurenautomaten (zusammen mit Peter Plaßmeyer und Hagen Schönrich)

## Schriften (Auswahl)
- Uhrzeiten. Die Geschichte der Uhr und ihres Gebrauches, Historisches Museum Frankfurt 1989
- Geschmackvoll – Bestecke des Jugendstils aus der Sammlung Giorgio Silzer, Dresden 1995
- Schloß Pillnitz, Deutscher Kunstverlag, München 1998
- Räderuhr und Uhrzeit, in: Die Geburt der Zeit. Eine Geschichte der Bilder und Begriffe, Katalog Staatliche Museen Kassel, hrsg. von Hans Ottomeyer, Sven Lüken und Micha Röhring, Kassel 2000, S. 245–254
- Vom Schenken und Sammeln – 125 Jahre Kunstgewerbemuseum Dresden, Staatliche Kunstsammlungen Dresden, Kunstgewerbemuseum, Dresden 2001
- Stil und Modus in der Dekorationskunst Augusts des Starken, oder warum Schloss Moritzburg mit Ledertapeten ausgestattet wurde, In: Ledertapeten. Bestände, Erhaltung und Restaurierung, Tagungsband Staatliche Schlösser, Burgen und Gärten Sachsen, Dresden 2004, S. 24–30
- Handwerkskunst und Kunsthandwerk, in: Geschichte der Stadt Dresden Bd. 1, hrsg. von Karlheinz Blaschke unter Mitwirkung von Uwe John, Dresden 2005, S. 596–602
- Modernisierung und Geborgenheit. Widerspruch oder Anspruch, in: Informationen des Sächsischen Museumsbundes e. V. 41/2011, S. 33–40
- Es gibt nichts Gutes, außer man tut es (Erich Kästner) – Die Anfänge der Datenbank Daphne, in: Dresdener Kunstblätter, 2/2012, S. 82–85
- Das Saturnfest zur Fürstenhochzeit von 1719 und seine Folgen für die erzgebirgische Volkskunst, in: Mitteilungen des Landesvereins Sächsischer Heimatschutz e. V., Heft 2/3 2019, S. 84–93
- Die mechanischen Theater des Elias Augst, S. 140 – 155, in: In: Der Schlüssel zum Leben. 500 Jahre mechanische Figurenautomaten, hrsg. von den Staatlichen Kunstsammlungen Dresden, Peter Plaßmeyer, Hagen Schönrich, Igor Jenzen, Sandstein Verlag Dresden 2022
- Zwei Glasflaschen. Ein großes und ein kleines Glas; in: Wunderkammer Waldenburg. Die ganze Welt im Kleinen, hrsg. von Fanny Stoye u. a., Dresden 2023, S. 350–357